# Парпачская волость
Парпа́чская во́лость — административно-территориальная единица в составе Феодосийского уезда Таврической губернии. Образована 8 (20) октября 1802 года как часть Таврической губернии, при реоганизации административного деления уездов, сохранявшегося со времён Крымского ханства, в основном, из территорий бывших Арабатского и Колечского каймаканств Кефинского кадылыка. Располагалась в центральной части уезда, занимая, в основном, центр и север Акмонайского перешейка и прилегающие земли — запад современного Ленинского и восточную часть Кировского районов. На 1805 год население составило 4566 человек, проживавших в 57 деревнях, национальный состав в доступных источниках не отражён.

## Волость после 1829 года
Волость просуществовала до 1829 года, когда, в результате реорганизации административно-территориального деления, была преобразована, практически в том же составе, в Агерманской волость. В результате волость несколько «сдвинулась» на восток — за счёт части Кадыкелечинской волости, на западе же некоторые участки отошли к Учкуйской Состав волости на 1829 год:

| - Абакчи Карса - Агерман Эри - Агибели - Алибай - Анмонай - Аппас - Байкоджа - Барак - Башбек - Блок Кодоколар - Карач - Кашай - Керлеут - Кетели Кипчак - Кир Найман - Кирей | - Кирк - Китен - Кият - Кият - Коданай - Кокей - Конче - Колт виш Дере - Коп Отуз - Корпе - Корпеч - Коясан - Кучук Коджеле - Мангут - Минераш Шебан | - Насыр - Огус Лебе - Парпач - Сарыголь - Саткин - Стабал - Стабал Кипчак - Тере - Терекли Карса - Тулумчак - Узун Аяк Карса - Унгут - Харцыз Шабан - Эрчи - Япомуже |

Из Кадыкойской волости были переданы деревни: Аргин Тюбечик, Джермай Качик, Чокуль, Бабык, Откары Карса, Адык, Коп Кенегез, Коп Кипчак и Биюк Киргиз. В свою очередь, из прежнего состава волости в Учкуйскую переданы Кулеш Мечет, Аджи-Булек, Сарылар, Слям Терек, Тама, Аппак, Конрат, Аджи Кол и Бутеген. Всего насчитывалось 53 деревни.
Волость существовала до земской реформы Александра II 1860-х годов, после которой поселения были переданы в состав новообразованных Владиславской и Петровской волостей.